# Карта Карно

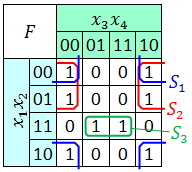
Пример карты Карно

Расположение термов в карте Карно для функции 4 переменных, изображённой на плоскости и на поверхности тора. Изображение на поверхности тора наглядно показывает соседство первой и последней строк таблицы и крайнего правого и крайнего левого столбцов. Отмеченные точками клетки являются соседними.

Ка́рта Ка́рно (куб Ка́рно, диагра́мма Ка́рно, ка́рта Ве́йча) — графический способ представления булевых функций с целью их удобной и наглядной ручной минимизации.
Является одним из эквивалентных способов описания или задания логических функций наряду с таблицей истинности или выражениями булевой алгебры. Преобразование карты Карно в таблицу истинности или в булеву формулу и обратно осуществляется элементарным алгоритмом.
Удобство и наглядность такого представления логической функции обусловлено тем, что логические термы, к которым могут быть применены операции попарного неполного склеивания и элементарного поглощения группируются в карте Карно в виде визуально очевидных прямоугольных массивов, содержащих в своих ячейках одинаковые значения (нули и единицы).
Карты Карно можно рассматривать как развертку на плоскость n-мерного булева куба, причем размерность этого гиперкуба совпадает с количеством переменных представляемой функции, а каждая вершина гиперкуба взаимно однозначно соответствует одной клетке карты Карно. Графически карта Карно изображается в виде прямоугольника или квадрата из ячеек, число которых равно {\displaystyle 2^{n}}, причем любые две соседние ячейки по вертикали или горизонтали или, иными словами — в окрестности фон Неймана описывают термы, различающиеся только по одной переменной — с логическим отрицанием и без логического отрицания. Также соседним являются первая и последняя строки, крайний левый и крайний правый столбцы таблицы, поэтому таблица Карно является фактически разверткой логического гиперкуба на поверхность тороида. Возможно построение самых различных карт для одной и той же функции, удовлетворяющих условию: геометрическое соседство ячеек в смысле фон Неймана — логическое соседство термов — то есть с расстоянием Хэмминга между термами соседних ячеек равным 1. Любая из таких таблиц одинаково удобна для минимизации функции, но обычно переменные по строкам и столбцам в карте Карно упорядочивают по рефлексивному коду Грея из-за мнемоничности и наглядности.

## История
Карты Карно были предложены в 1952 году Эдвардом В. Вейчем и усовершенствованы в 1953 году физиком из «Bell Labs» Морисом Карно (Maurice Karnaugh), чтобы упростить проектирование цифровых систем.

## Основные принципы
Карта Карно представляет собой таблицу истинности, отформатированную особым образом, пригодным для наглядной ручной минимизации. Результатом минимизации является либо дизъюнктивная нормальная форма (ДНФ), либо конъюнктивная нормальная форма (КНФ). В первом случае работа ведётся с клетками карты, где находятся единицы, во втором — с клетками, где находятся нули. В исходной карте, как и в таблице истинности, каждая единица соответствует одному терму совершенной дизъюнктивной нормальной форме (СДНФ), а каждый ноль — одному терму совершенной конъюнктивной нормальной форме (СКНФ).
Рядом расположенные группы единиц или нулей на карте Карно объединяют в прямоугольные области или «склейки» размером {\displaystyle 2^{a}\times 2^{b}} клеток. Каждая такая группа в итоговой логической формуле будет соответствовать одному терму (если считать, что операция логического «ИЛИ» — это «суммирование», а операция логического «И» — это «перемножение», то один терм соответствует одному слагаемому в случае ДНФ, или одному сомножителю в случае КНФ), содержащему {\displaystyle n-a-b} переменных, это группирование обычно называют «склейкой». Таким образом, работа с картой сводится к выделению оптимального набора нескольких групп единиц (нулей) и преобразование их в логическое выражение.

## Принципы минимизации
Основным методом минимизации логических функций, представленных в виде СДНФ или СКНФ, является операция попарного неполного склеивания и элементарного поглощения. Операция попарного склеивания осуществляется между двумя термами, содержащими одинаковые переменные, вхождения которых (прямые и инверсные) совпадают для всех переменных, кроме одной. В этом случае все переменные, кроме одной, можно вынести за скобки, а оставшиеся в скобках прямое и инверсное вхождение одной переменной подвергнуть поглощению. Например:
{\displaystyle {\overline {X}}_{1}X_{2}X_{3}X_{4}\vee {\overline {X}}_{1}X_{2}{\overline {X}}_{3}X_{4}={\overline {X}}_{1}X_{2}X_{4}(X_{3}\vee {\overline {X}}_{3})={\overline {X}}_{1}X_{2}X_{4}\cdot 1={\overline {X}}_{1}X_{2}X_{4}.}
Аналогично для КНФ:
{\displaystyle ({\overline {X}}_{1}\vee X_{2}\vee X_{3}\vee X_{4})({\overline {X}}_{1}\vee X_{2}\vee {\overline {X}}_{3}\vee X_{4})={\overline {X}}_{1}\vee X_{2}\vee X_{4}\vee X_{3}{\overline {X}}_{3}={\overline {X}}_{1}\vee X_{2}\vee X_{4}\vee 0={\overline {X}}_{1}\vee X_{2}\vee X_{4}.}
Возможность поглощения следует из очевидных равенств:
{\displaystyle A\vee {\overline {A}}=1;A{\overline {A}}=0.}
Таким образом, главной задачей при минимизации СДНФ и СКНФ является поиск термов, пригодных к склейке с последующим поглощением, что для функций многих логических переменных может оказаться достаточно сложной задачей. Карты Карно предоставляют наглядный способ отыскания таких термов.
Булевы функции N переменных, представленные в виде СДНФ или СКНФ, могут иметь в своём составе не более чем {\displaystyle 2^{n}} различных термов. Все эти элементарные термы можно представить в виде некоторой структуры, топологически эквивалентной {\displaystyle n}-мерному кубу, причём любые два терма, соединённые ребром, пригодны для склейки и поглощения.
На рисунке изображена простая таблица истинности для функции из двух переменных, соответствующий этой таблице 2-мерный куб (квадрат), а также 2-мерный куб с обозначением членов СДНФ и эквивалентная таблица для группировки термов:
В случае функции трёх переменных приходится иметь дело с трёхмерным кубом. Это сложнее и менее наглядно, но технически возможно. На рисунке в качестве примера показана таблица истинности для булевой функции трёх переменных и соответствующий ей куб.
Как видно из рисунка, для трёхмерного случая возможны более сложные конфигурации термов. Например, четыре терма, принадлежащие одной грани куба, объединяются в один терм с поглощением двух переменных:
{\displaystyle {\overline {X}}_{1}{\overline {X}}_{2}{\overline {X}}_{3}\vee X_{1}{\overline {X}}_{2}{\overline {X}}_{3}\vee {\overline {X}}_{1}{\overline {X}}_{2}X_{3}\vee X_{1}{\overline {X}}_{2}X_{3}=}
{\displaystyle ={\overline {X}}_{2}({\overline {X}}_{1}{\overline {X}}_{3}\vee {\overline {X}}_{1}X_{3}\vee X_{1}{\overline {X}}_{3}\vee X_{1}X_{3})={\overline {X}}_{2}({\overline {X}}_{1}\vee X_{1})({\overline {X}}_{3}\vee X_{3})={\overline {X}}_{2}}
В общем случае можно сказать, что {\displaystyle 2^{k}} термов, принадлежащие одной что {\displaystyle k}-мерной грани гиперкуба, склеиваются в один терм, при этом поглощаются {\displaystyle k} переменных.
Для упрощения работы с булевыми функциями большого числа переменных был предложен следующий удобный приём. Куб, представляющий собой структуру термов, разворачивается на плоскость, как показано на рисунке. Таким образом появляется возможность представлять булевы функции с числом переменных больше двух в виде плоской таблицы. При этом следует помнить, что порядок кодов термов в таблице (00 01 11 10) не соответствует порядку следования двоичных чисел записанных в лексикографическом порядке (00 01 10 11), а клетки, находящиеся в крайних столбцах таблицы, соседствуют между собой.
Аналогичным образом можно работать с логическими функциями большего числа переменных.

## Стили представления карт Карно
Традиционно существует несколько стилей представления карт Карно. Часто в шапке и левой колонке проставляются численные значения переменных, подобно тому, как они указаны в таблице истинности (а). В этом стиле наиболее очевидно, что карта Карно является своеобразной формой представления таблицы истинности. Однако клетки карты Карно следуют в несколько ином порядке, чем строки в таблице истинности, так как в таблице истинности принято строки упорядочивать в лексикографическом нарастании двоичных чисел. Например, в карте Карно для четырёх переменных порядок следования ячеек карты и строк таблицы истинности совпадёт, если переставить местами третий-четвёртый столбцы и третью-четвёртую строки карты.
Каждая строка таблицы истинности и каждая клетка карты Карно соответствует одному слагаемому ДНФ, поэтому в шапке и левой колонке карты можно указывать вхождения переменных (прямые и инверсные), как они выглядят в СДНФ (б). Существует сокращённый вариант этого стиля представления, где во вспомогательных строках и колонках указывается, в каком виде, прямом или инверсном, представлена каждая переменная в соответствующей строке или столбце карты (в).
Наконец, в некоторых случаях на краях карты линиями указываются столбцы и строки, где соответствующая переменная представлена в прямом виде (г).
а) 
б) 
в) 
г) 

## Порядок работы с картой Карно
Исходной информацией для работы с картой Карно является таблица истинности минимизируемой функции. Таблица истинности содержит полную информацию о логической функции, задавая её значения на всех возможных 2n наборах входных переменных X1 … Xn. Карта Карно также содержит 2n клеток, каждая из которых ассоциируется с уникальным набором входных переменных X1 … Xn. Таким образом, между таблицей истинности и картой Карно имеется взаимно однозначное соответствие, и карту Карно можно считать соответствующим образом отформатированной таблицей истинности.
В данном разделе в качестве примера используется функция четырёх переменных, заданная таблицей истинности, изображённой на рис. 2а. Карта Карно для той же функции изображена на рис. 2б.

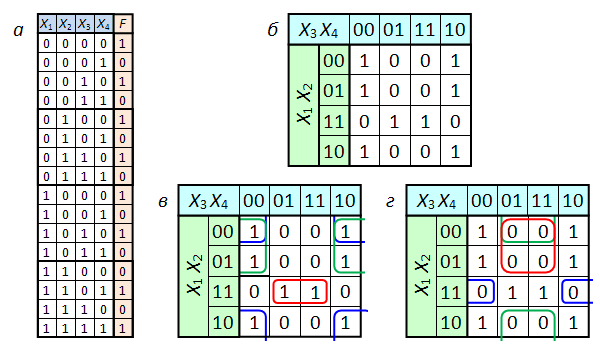
Рис. 2. Пример работы с картой Карно

### Принципы склейки
Прямоугольную область в карте Карно, которая состоит из 2k одинаковых значений (единиц или нулей в зависимости от того, какую форму нужно получить) будем называть склейкой, группой или областью. Распределение всех имеющихся в карте Карно нулей (единиц) по склейкам будем называть покрытием. С целью минимизации булевой функции необходимо построить такое покрытие карты Карно, чтобы количество склеек было минимальным, а размер каждой склейки максимально возможным. Для этого необходимо руководствоваться следующими правилами.
- Склейку клеток одной и той же карты Карно можно осуществлять как по единицам (a), так и по нулям (б). Первое необходимо для получения ДНФ, второе — для получения КНФ.

a) 
б) 
- Склеивать можно только прямоугольные области с числом единиц (нулей), являющимся целой степенью двойки (1, 2, 4, 8, 16, 32… клетки).

- Рекомендуется выбирать максимально возможные области склейки. Если область склейки не является максимально возможной, это не будет ошибкой, однако ДНФ (КНФ) не получится минимальной.

- В некоторых ситуациях в раскладке образуется изолированная единица или ноль, которую невозможно включить в какую-либо область. В этом случае единица (ноль) склеивается «сама с собой». Нельзя оставлять «висячие» единицы (нули), так как это приведёт к некорректной записи выражения для функции.
- Все единицы (нули) должны попасть в какую-либо область.

- Область, которая подвергается склейке, должна содержать одинаковые значения — только единицы или только нули.

- Для карт Карно с числом переменных 3 и 4 применимо следующее правило: крайние клетки каждой горизонтали и каждой вертикали граничат между собой и могут объединяться в прямоугольники (топологически карта Карно представляет собой тор). Следствием этого правила является смежность всех четырёх угловых ячеек карты Карно для 4 переменных. Для карт Карно с числом переменных менее 3 это правило не имеет смысла, так как крайние клетки и так граничат между собой; для карт Карно с числом переменных более четырёх правила смежности более сложные.

- Одна ячейка карты Карно может входить сразу в несколько областей. Это следует из очевидного свойства булевых функций: повторение уже существующего слагаемого (сомножителя) не влияет на функцию: {\displaystyle A\vee A=A;A\cdot A=A.}

- Не следует без нужды включать клетку во все возможные склейки, это не является ошибкой, но усложняет формулу. С точки зрения минимальности ДНФ (КНФ) число склеек должно быть как можно меньше (каждая дополнительная склейка порождает дополнительный терм), а число клеток в склейке должно быть максимально возможным (чем больше клеток в склейке, тем меньше переменных содержит терм. Склейка размером 2k клеток порождает терм с n-k переменными)[4].

- В отличие от СДНФ и СКНФ, ДНФ и КНФ не всегда единственны. Для некоторых функций существует несколько эквивалентных друг другу ДНФ (КНФ), которые соответствуют разным способам покрытия карты Карно прямоугольными областями. Очень часто две различные ДНФ (КНФ) имеют одинаковую сложность, что не позволяет сделать однозначный выбор минимальной формулы.

### Карты с неопределёнными значениями
На практике встречаются случаи, когда при некоторых значениях аргументов булева функция не определена. Например, булева функция описывает цифровое устройство, у которого некоторые сочетания входных сигналов физически невозможны или же при некоторых значениях входных сигналов реакция устройства не имеет значения. В таких случаях говорят о «неопределённых условиях», а функция такого вида называется «частично определённой» или просто «частичной».
На рисунке показано цифровое устройство F с четырьмя двоичными входными сигналами {\displaystyle x_{1}...x_{4}}. Входными сигналами могут быть показания датчиков, работающих на замыкание и следовательно имеющих только два значения — «включено» (1) и «выключено» (0). Предположим, что в силу особенностей конструкции устройства 2-й и 4-й датчики не могут сработать одновременно, то есть сочетание сигналов {\displaystyle x_{2}x_{4}=11} физически невозможно. В этом случае значение функции в четырёх клетках карты Карно не имеет значения, что условно показано символом «×».
Такие клетки могут произвольным образом включаться в любые склейки, а также могут не включаться ни в какие склейки, то есть их по желанию можно доопределять и как 1, и как 0.

### Преобразование карты в формулу
Когда все склейки на карте Карно определены, необходимо преобразовать полученную карту Карно в формулу. При этом руководствуются следующими принципами:
- Каждая склейка на карте Карно является слагаемым ДНФ при склеивании по единицам и сомножителем КНФ при склеивании по нулям.
- Если склейка охватывает 2k клеток, то ей будет соответствовать слагаемое из n–k сомножителей в ДНФ и сомножитель с n-k слагаемыми в КНФ. Например, при минимизации функции 4 переменных склейка из 4 единиц будет соответствовать слагаемому из двух сомножителей.
- В карте Карно для каждой переменной существуют две зоны, каждая из которых занимает ровно половину клеток карты. В одной зоне переменная присутствует в прямом виде, в другой — в инверсном. Если склейка целиком лежит в одной из этих зон, соответствующая переменная присутствует в слагаемом (сомножителе). Если склейка лежит одновременно в двух зонах, то данная переменная испытывает поглощение и не присутствует в слагаемом (сомножителе).

## Описание
Карта Карно может быть построена для любого количества переменных, однако удобно работать при количестве переменных не более пяти. По сути Карта Карно — это таблица истинности, представленная в виде матрицы в 2-мерном виде.
Каждая клетка этой карты соответствует одной строке в классической таблице истинности и обозначается строкой переменных с инверсиями и без инверсий. Например, пусть в таблице истинности для функции 4 переменных {\displaystyle x_{1},x_{2},x_{3},x_{4},} одна из строк имеет вид: 0 1 1 0 | 1, тогда клетка в карте Карно, соответствующая этой строке, будет иметь имя {\displaystyle {\overline {x}}_{1},x_{2},x_{3},{\overline {x}}_{4}} и в этой клетке ставится 1. Указание имён клеток в карте Карно обычно выполняется дополнительной строкой сверху и дополнительным столбцом слева.
Существенно, что в карте Карно соседние клетки обязательно имеют соседние, в смысле расстояния Хэмминга коды, то есть расстояние Хэмминга между соседними клетками равно 1, и различаются только состоянием — с инверсией или без, одной и только одной из переменных. Соседними клетками считаются клетки, примыкающие друг к другу стороной, также соседними клетками считаются клетки крайнего левого и крайнего правого столбцов и клетки первой и последней строк. Таком образом, карта Карно на плоскости топологически эквивалентна поверхности тора в трёхмерном пространстве, или гипертору в пространстве с размерностью на 1 больше размерности соответствующей многомерной карты Карно.
Так как перестановка переменных в логической функции не изменяет саму функцию, то есть, например, {\displaystyle F(x_{1},x_{2},x_{3},x_{4})=F(x_{4},x_{2},x_{3},x_{1})} или, что то же самое, — перестановка столбцов переменных в таблице истинности не изменяет функцию, существует несколько вариантов отображения таблицы истинности на карту Карно с сохранением «соседства» клеток. Но практически наиболее часто карту Карно заполняют, используя нарастающий код Грея для обозначения строк и столбцов. Такой подход гарантирует порождение карты Карно с избеганием субъективных ошибок.
При заполнении карты на пересечении строки и столбца проставляется соответствующее значение из таблицы истинности — 0 или 1. После того как карта заполнена, приступают к минимизации.
Если необходимо получить минимальную ДНФ, то в Карте рассматриваем только те клетки, которые содержат единицы, если нужна КНФ, то рассматриваем те клетки, которые содержат нули. Сама минимизация производится по следующим правилам (на примере ДНФ).
1. Объединяем смежные клетки, содержащие единицы, в область так, чтобы одна область содержала {\displaystyle 2^{n}} ({\displaystyle n} целое число = 0…{\displaystyle \infty }) клеток (помним про то, что крайние строки и столбцы являются соседними между собой), в области не должно находиться клеток, содержащих нули;
2. Область должна располагаться симметрично оси(ей) (оси располагаются через каждые четыре клетки);
3. Несмежные области, расположенные симметрично оси(ей), могут объединяться в одну;
4. Область должна быть как можно больше, а количество областей как можно меньше;
5. Области могут пересекаться;
6. Возможно несколько вариантов покрытия.

Далее берём первую область и смотрим, какие переменные не меняются в пределах этой области, выписываем конъюнкцию этих переменных; если неменяющаяся переменная нулевая, проставляем над ней инверсию. Берём следующую область, выполняем то же самое, что и для первой, и т. д. для всех областей. Конъюнкции областей объединяем дизъюнкцией.

Например (для Карт на 2 переменные):
|                                                               |  |                                                |  |                                  |  |                                                |  |                                                              |  |                                                |  |                           |  |                           |
| {\displaystyle {\overline {X_{1}}}\ {\overline {X_{2}}}}      |  | {\displaystyle {\overline {X_{1}}}\ X_{2}}     |  | {\displaystyle X_{1}\ X_{2}\ }   |  | {\displaystyle X_{1}\ {\overline {X_{2}}}}     |  | {\displaystyle {\overline {X_{2}}}}                          |  | {\displaystyle {\overline {X_{1}}}}            |  | {\displaystyle {X_{2}}\ } |  | {\displaystyle {X_{1}}\ } |
|                                                               |  |                                                |  |                                  |  |                                                |  |                                                              |  |                                                |  |                           |  |                           |
| {\displaystyle S_{1}\vee S_{2}=}                              |  | {\displaystyle S_{1}\vee S_{2}=}               |  | {\displaystyle S_{1}\vee S_{2}=} |  | {\displaystyle S_{1}\vee S_{2}=}               |  | {\displaystyle S_{1}\vee S_{2}=}                             |  | {\displaystyle S_{1}\vee S_{2}=}               |  |                           |  |                           |
| {\displaystyle =X_{1}X_{2}\vee }                              |  | {\displaystyle =X_{1}{\overline {X_{2}}}\vee } |  | {\displaystyle =X_{2}\vee X_{1}} |  | {\displaystyle =X_{1}\vee {\overline {X_{2}}}} |  | {\displaystyle ={\overline {X_{1}}}\vee {\overline {X_{2}}}} |  | {\displaystyle =X_{2}\vee {\overline {X_{1}}}} |  |                           |  |                           |
| {\displaystyle \vee {\overline {X_{1}}}\ {\overline {X_{2}}}} |  | {\displaystyle \vee {\overline {X_{1}}}X_{2}}  |  |                                  |  |                                                |  |                                                              |  |                                                |  |                           |  |                           |

Для КНФ всё то же самое, только рассматриваем клетки с нулями, неменяющиеся переменные в пределах одной области объединяем в дизъюнкции (инверсии проставляем над единичными переменными), а дизъюнкции областей объединяем в конъюнкцию. На этом минимизация считается законченной.
Так, для Карты Карно на рис. 1, выражение в формате ДНФ будет иметь вид:
{\displaystyle f(X_{1},X_{2},X_{3},X_{4})=S_{1}\vee S_{2}\vee S_{3}={\overline {X_{1}}}\ {\overline {X_{4}}}\vee X_{1}\ X_{2}\ X_{4}\vee {\overline {X_{4}}}{\overline {X_{2}}}.}
В формате КНФ:
{\displaystyle f(X_{1},X_{2},X_{3},X_{4})=S_{1}S_{2}S_{3}=(X_{1}\vee {\overline {X_{4}}})(X_{2}\vee {\overline {X_{4}}})({\overline {X_{1}}}\vee {\overline {X_{2}}}\vee X_{4}).}
Так же из ДНФ в КНФ и обратно можно перейти, использовав Законы де Моргана.

## Примеры

### Пример 1
У мальчика Коли есть мама, папа, дедушка и бабушка. Коля пойдёт гулять на улицу тогда и только тогда, когда ему разрешат хотя бы двое родственников.
Для краткости обозначим родственников Коли через буквы:

мама — X1

папа — X2

дедушка — X3

бабушка — X4
Условимся обозначать согласие родственников единицей, несогласие — нулём. Возможность пойти погулять обозначим буквой f, Коля идёт гулять — f = 1, Коля гулять не идёт — f = 0.

Составим таблицу истинности:

Перерисуем таблицу истинности в 2-мерный вид:

Переставим в ней строки и столбцы в соответствии с кодом Грея (последний и предпоследний столбец меняют местами). Получили Карту Карно:

Заполним её значениями из таблицы истинности (первая строка не соответствует таблице истинности, так как f=0 и разрешения на гулять нет):

Минимизируем в соответствии с правилами:

1. Все области содержат 2^n клеток;
2. Так как Карта Карно на четыре переменные, оси располагаются на границах Карты и их не видно (подробнее смотри пример Карты на 5 переменных);
3. Так как Карта Карно на четыре переменные, все области симметрично осей — смежные между собой (подробнее смотри пример Карты на 5 переменных);
4. Области S3, S4, S5, S6 максимально большие;
5. Все области пересекаются (необязательное условие);
6. В данном случае рациональный вариант только один.

{\displaystyle f(X1,X2,X3,X4)=S1\vee S2\vee S3\vee S4\vee S5\vee S6=}
{\displaystyle =X3X4\ \vee \ X1X2\ \vee \ X2X4\ \vee \ X1X4\ \vee \ X1X3\ \vee \ X2X3}
Теперь по полученной минимальной ДНФ можно построить логическую схему:

Из-за отсутствия в наличии шестивходового элемента ИЛИ, реализующего функцию дизъюнкции, пришлось каскадировать пяти- и двух-входовые элементы (D7, D8).
Составим мин. КНФ:

{\displaystyle f(X1,X2,X3,X4)=(S1)\ (S2)\ (S3)\ (S4)=}
{\displaystyle =(X1\vee X2\vee X3)(X1\vee X3\vee X4)(X2\vee X3\vee X4)(X1\vee X2\vee X4)}

## Видео
- Карты Карно. Лекция. Youtube.